# Ceralocyna nigricornis
Ceralocyna nigricornis là một loài bọ cánh cứng trong họ Cerambycidae.